# 石井秀人 (アイスホッケー)
石井 秀人（いしい しゅうと、1997年10月27日 - ）は、神奈川県相模原市出身のプロアイスホッケー選手（フォワード）。アジアリーグアイスホッケーの横浜GRITSに所属。
普段は株式会社オークネットで働いている。愛称は"しゅうと"。

## 経歴
日本体育大学、スウェーデン、電通アイスホッケー部を経て、練習生としてアジアリーグアイスホッケーの横浜GRITSに入団し、2021年10月22日に選手として入団した。
2021-2022シーズンオフの2022年5月31日にGRITSと契約を継続した。
2022-2023シーズンオフの2023年6月16日にGRITSと契約を継続した。
2023-2024シーズンオフの2024年5月25日にGRITSと契約を継続した。

## 人物
3歳の時にアイスホッケーを始めた。
趣味はサウナとネットフリック。